# Vicent Tomàs i Martí
Vicent Tomàs i Martí (València, 29 de setembre de 1898 - Artana, Plana Baixa, 1 de febrer de 1924) fou un polític nacionalista i literat valencià. Estudià medicina a Barcelona (1917-1918) i a València (1918-1923), on es llicencià. Fou nomenat «delegat perpetu» a València de la Unió Catalanista (1918), càrrec merament honorífic. Participà en la fundació el 1919 de l'Agrupació Nacionalista Escolar i de la Lliga de Solitaris Nacionalistes, que basaven el seu programa en la reivindicació del valencià i en la defensa dels interessos dels camperols valencians. La Lliga Espiritual de Solitaris Nacionalistes organitzà en quatre ocasions l'Aplec de Solitaris Nacionalistes (1920-1923) a Betxí, a la Muntanyeta de Sant Antoni.
Col·laborà amb La Veu de la Plana (1916), amb escrits influenciats per Prat de la Riba, Rovira i Virgili i Eduard Martínez Ferrando, en què s'esbossen les línies del seu pensament polític: filocatalanisme, antiratpenatisme i un marcat esperit crític. També col·laborà en Nostra Parla, Pàtria Nova i La Correspondencia de Valencia, òrgan de la Unió Valencianista Regional. El 1922 fundà el periòdic mensual El Crit de la Muntanya (1922-1923).
S'oposà a la dictadura de Primo de Rivera i el 1923 dirigí una escissió de la Joventut Valencianista amb Adolf Pizcueta, que s'aproximà ideològicament al PSOE mercè la seva amistat amb el dirigent socialista valencià Isidre Escandell i Úbeda. Va morir prematurament de tifus.

## Obres
- Flor de drap (1920)
- Campanes de la meva terra (1920)